# クリストファー・コッポラ
クリストファー・コッポラ（Christopher Coppola、1962年1月25日 - ）は、アメリカ合衆国の映画監督。
父はオーガスト・コッポラ、兄弟にニコラス・ケイジとマーク・コッポラがいる。

## 監督作品
- プレデターX The Creature of the Sunny Side Up Trailer Park (2006)
- プロフェッショナル Deadfall (1993) - 監督・共同プロデューサー
- ドラキュラ・ウィドー Dracula's Widow(1998)

## 出演
- パワーレンジャー・ワイルドフォース Power Rangers Wild Force(2002) - ジョーカー